# Richard Cloutier
Pour les articles homonymes, voir Richard Cloutier (psychologue) et Cloutier.
Richard Cloutier est un chercheur et professeur canadien. paléontologue, biologiste et professeur à l’Université du Québec à Rimouski, ses travaux et découvertes sur les vertébrés inférieurs, entre autres la découverte et l'analyse du plus ancien fossile de requin connu, lui ont valu le titre de scientifique de l'année 2003 au Canada, honneur décerné par la société Radio-Canada. Le requin en question date de plus de 409 millions d'années et a été découvert en 1997 par Richard Cloutier et Randall F. Miller sur les rives de la rivière Restigouche au Nouveau-Brunswick.

## Distinctions
- 2003 - Scientifique de l'année par la Société Radio-Canada